# آی ام
ایم چانگ کیون (کره‌ای: 임창균؛ زادهٔ ۲۶ ژانویه ۱۹۹۶) که بیشتر با نام هنری آی ام (انگلیسی: I.M) یا به تنهایی با نام چانگ‌کیون (انگلیسی: Changkyun) شناخته می‌شود، رپر، خواننده و ترانه‌سرای اهل کره جنوبی است. او در سال ۲۰۱۵ به عنوان یکی از اعضای گروه پسرانهٔ مونستااکس فعالیت خود را آغاز کرد که از طریق برنامه واقع‌نمای شبکه ام‌نت به نام نو. مرسی زیر نظر استارشیپ انترتینمنت شکل گرفت. او فعالیت انفرادی خود را با انتشار آلبوم چندآهنگهٔ دوگانگی آغاز کرد.

## اوایل زندگی
آی ام زادهٔ ۲۶ ژانویه ۱۹۹۶ در سوون، استان گیونگ‌گی، کره جنوبی است. زادگاه او گوانگجو در کره جنوبی است. او سالهای ابتدایی زندگی خود را در خارج از کشور در بوستون، ماساچوست، ایالات متحده آمریکا گذراند و به زبان انگلیسی مسلط شد، جاییکه پدرش به عنوان یک دانشمند در دانشگاه هاروارد کار می‌کرد.

## فیلم‌شناسی

### برنامه تلویزیونی
| سال       | عنوان    | نقش       | منابع |
| --------- | -------- | --------- | ----- |
| ۲۰۱۴–۲۰۱۵ | نو. مرسی | شرکت‌کننده | [ ۵ ] |

### برنامه رادیویی
| سال       | عنوان       | نقش  | منابع       |
| --------- | ----------- | ---- | ----------- |
| ۲۰۲۱–۲۰۲۲ | آیدل نیمه‌شب | دی‌جی | [ ۶ ] [ ۷ ] |

### راوی کتاب صوتی
| سال  | عنوان             | منابع |
| ---- | ----------------- | ----- |
| ۲۰۱۹ | شاهزاده خوشبخت    | [ ۸ ] |
| ۲۰۱۹ | آنابل لی          | [ ۹ ] |
| ۲۰۱۹ | قلب من بالا می‌رود | [ ۹ ] |